# الأحمال الحية والميتة

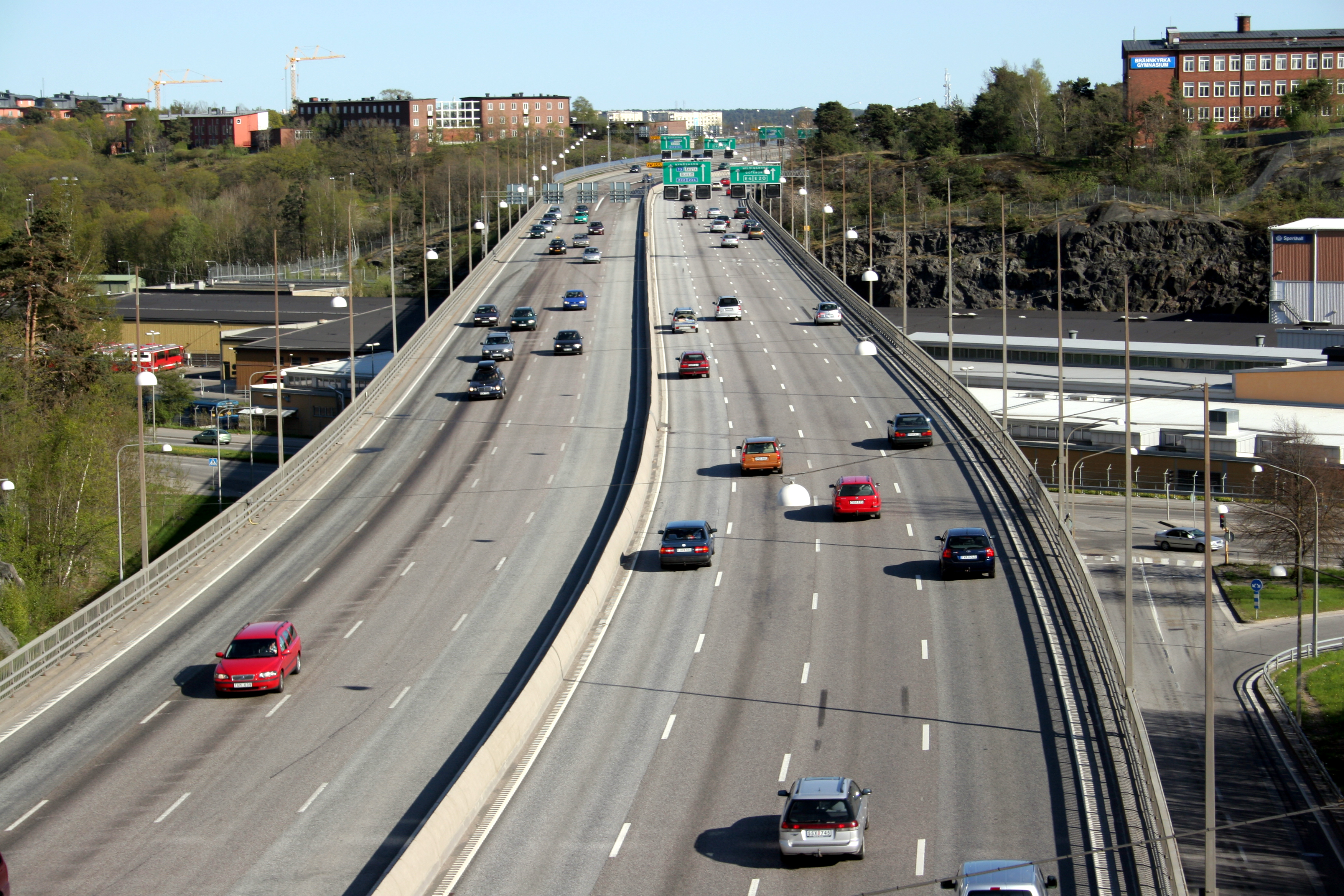

 الأحمال الحية والميتة مصطلح هندسي يستخدم في شتى مجالات وفروع الهندسة. ويقصد بالحمل الإنشائي لعنصر ما,وزن العنصر. وتعتبر الحمولات الحية والميتة نوعا من أنواع القوة.

## الحمولة الحية
ويقصد بالحمولة الحية وزن الكائنات الحية من إنسان وحيوان وحمولات الظواهر الطبيعية.
أمثلة
- حمولة الإنسان
- حمولة الحيوان
- حمولة الاثاث
- حمولة معدات المنزل (ثلاجة - موقد...
- حمولة الرياح
- حمولة الثلوج
- حمولة الطوفان
- حمولة الأمطار
- حمولة الزلازل (تحسب عن طريق عوامل ثابتة)

والتشطيبات وكل ما يمكن تغير مكانة كالاثاث ويؤخذ من جدول الحمولة الحية

## الحمولة الميتة
ويقصد بها وزن المواد والمعدات والمكونات الثابتة على مرور الزمن.
أمثلة
- حمولة الجدران
- حمولة البلاطة الخرسانية
- يدخل وزن الالات المستخدمة في البناء ضمن الحمولة الميتة.

## مثال تطبيقي
لحساب الحمولات الحية والميتة لمبنى سكني، يجب حساب كل من العناصر الآتية
الحمولة الحية ولنعطيها الرمز س
- عدد الأشخاص القاطنين في المبنى وبشكل تقديري
- عدد الحيوانت
- حمولة العوامل الطبيعية، وتختلف من بلد إلى آخر وتكون لها قيمة محددة حسب النظم المتبعة للدولة.

الحمولة الميتة ولنعطيها الرمز ع
- وتحسب الحمولة الميتة بدقة متناهية
- وزن أرضية البناء
- الجدار بمختلف مكوناته من طوب وورقة اسمنتية وطلاء....
- السقف بختلف مكوناته
- الاثاث المستخدم

عامل الأمان ولنعطيه الرمز ص
وهو نسبة معينة تضاف إلى ما سبق، وهذا العامل أيضاً يختلف باختلاف القوانين المتبعة في مختلف البلدان.
الحمولات الحية والميتة = س + ع + ص

## وصلات خارجية
- موقع المجلس العالمي لقوانين البناء